# Bob ai XXIV Giochi olimpici invernali
Le gare di bob ai XXIV Giochi olimpici invernali di Pechino, in Cina, si sono svolte dal 13 al 20 febbraio 2022 sulla pista del National Sliding Centre nella Contea di Yanqing. Sono state disputate quattro competizioni: il bob a due uomini, il bob a due donne, il bob a quattro uomini e per la prima volta, il monobob femminile. Il numero di atleti che hanno partecipato è stato di 163, dei quali 117 uomini e 46 donne.

## Calendario
| Bob ai XXIV Giochi olimpici invernali | Bob ai XXIV Giochi olimpici invernali | Bob ai XXIV Giochi olimpici invernali | Bob ai XXIV Giochi olimpici invernali | Bob ai XXIV Giochi olimpici invernali | Bob ai XXIV Giochi olimpici invernali | Bob ai XXIV Giochi olimpici invernali | Bob ai XXIV Giochi olimpici invernali | Bob ai XXIV Giochi olimpici invernali | Bob ai XXIV Giochi olimpici invernali |
| Febbraio 2022                         | 13                                    | 14                                    | 15                                    | 16                                    | 17                                    | 18                                    | 19                                    | 20                                    | Totale                                |
| ------------------------------------- | ------------------------------------- | ------------------------------------- | ------------------------------------- | ------------------------------------- | ------------------------------------- | ------------------------------------- | ------------------------------------- | ------------------------------------- | ------------------------------------- |
| Donne                                 | 1ª e 2ª manche monobob                | 3ª e 4ª manche monobob                |                                       |                                       |                                       | 1ª e 2ª manche bob a due              | 3ª e 4ª manche bob a due              |                                       | 2                                     |
| Uomini                                |                                       | 1ª e 2ª manche bob a due              | 3ª e 4ª manche bob a due              |                                       |                                       |                                       | 1ª e 2ª manche bob a quattro          | 3ª e 4ª manche bob a quattro          | 2                                     |
| Totale                                |                                       | 1                                     | 1                                     |                                       |                                       |                                       | 1                                     | 1                                     | 4                                     |

## Sede di gara

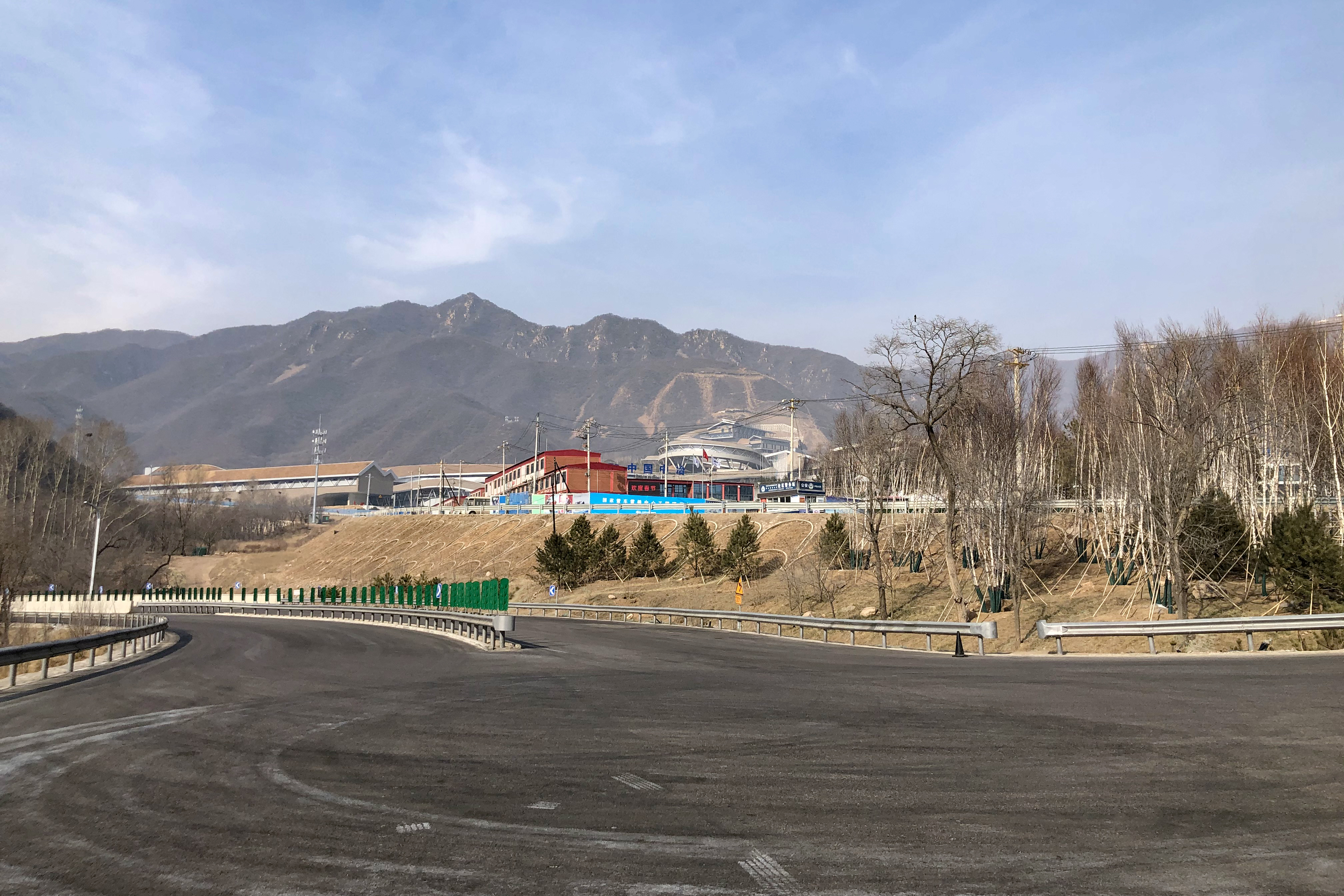
Il National Sliding Centre visto dal lontano.

Le quattro competizioni di bob si sono svolte sul percorso del National Sliding Centre situato nella Contea di Yanqing a 76 chilometri a nord-ovest di Pechino. L'impianto può accogliere 8 000 spettatori in piedi e 2 000 a sedere. La pista di gara ha una lunghezza di 1 615 metri, con una pendenza massima del 18% e 16 curve, ed è la prima del suo genere al mondo con una curva a 360 gradi.

## Partecipanti
Le seguenti nazioni hanno partecipato alle gare di bob ai XXIV Giochi olimpici invernali:
- Australia (2)
- Austria (10)
- Belgio (2)
- Brasile (4)
- Canada (18)
- Cina (12)
- Rep. Ceca (4)
- Francia (6)
- Germania (18)
- Gran Bretagna (6)
- Italia (9)
- Giamaica (5)
- Lettonia (5)
- Monaco (2)
- Paesi Bassi (5)
- ROC (12)
- Romania (6)
- Slovacchia (1)
- Corea del Sud (9)
- Svizzera (12)
- Trinidad e Tobago (2)
- Ucraina (1)
- Stati Uniti (12)

## Podi

### Donne
| Evento               | Oro                               | Tempo   | Argento                                      | Tempo   | Bronzo                                         | Tempo   |
| Monobob (dettagli)   | Kaillie Humphries                 | 4'19"27 | Elana Meyers-Taylor                          | 4'20"81 | Christine de Bruin                             | 4'21"03 |
| Bob a due (dettagli) | Germania Laura Nolte Deborah Levi | 4'03"96 | Germania Mariama Jamanka Alexandra Burghardt | 4'04"73 | Stati Uniti Elana Meyers-Taylor Sylvia Hoffman | 4'05"48 |

### Uomini
| Evento                   | Oro                                                                         | Tempo   | Argento                                                                  | Tempo   | Bronzo                                                       | Tempo   |
| Bob a due (dettagli)     | Germania Francesco Friedrich Thorsten Margis                                | 3'56"89 | Germania Johannes Lochner Florian Bauer                                  | 3'57"38 | Germania Christoph Hafer Matthias Sommer                     | 3'58"58 |
| Bob a quattro (dettagli) | Germania Francesco Friedrich Thorsten Margis Candy Bauer Alexander Schüller | 3'54"30 | Germania Johannes Lochner Florian Bauer Christopher Weber Christian Rasp | 3'54"67 | Canada Justin Kripps Ryan Sommer Cameron Stones Ben Coakwell | 3'55"09 |

## Medagliere
| Pos.   | Paese       | Oro | Argento | Bronzo | Totale |
| ------ | ----------- | --- | ------- | ------ | ------ |
| 1      | Germania    | 3   | 3       | 1      | 7      |
| 2      | Stati Uniti | 1   | 1       | 1      | 3      |
| 3      | Canada      | 0   | 0       | 2      | 2      |
| Totale | Totale      | 4   | 4       | 4      | 12     |